# Pontogeneus
Pontogeneus és un gènere extint de cetacis de la família dels basilosàurids que visqueren durant l'Eocè. Se n'han trobat restes fòssils a Egipte i el sud-est dels Estats Units. Descrit pel paleontòleg estatunidenc Joseph Leidy el 1852 a partir d'una vèrtebra cervical, es tracta d'un nomen dubium. Eren els únics dorudontins de mida comparable a la dels basilosaurins, cosa que podria indicar que en són el tàxon germà. El nom genèric Pontogeneus significa ‘nascut del mar’.